# Гатиха
Гатиха (рос. Гатиха) — село у Камєшковському районі Владимирської області Російської Федерації.
Входить до складу муніципального утворення Пенкінське сільське поселення. Населення становить 693 особи (2010).

## Історія
Село розташоване на землях фіно-угорського народу мещери.
Від 1940 року належить до Камєшковського району. Спочатку у складі Івановської області, а від 1944 року — Владимирської області.
Згідно із законом від 11 травня 2005 року входить до складу муніципального утворення Пенкінське сільське поселення.

## Населення
| 1859 | 1897  | 1905  | 1926 | 2002 | 2010 |
| ---- | ----- | ----- | ---- | ---- | ---- |
| 689  | ↗1077 | ↗1135 | ↘925 | ↘722 | ↘693 |